# Пак Се Ён
Пак Се Ён (кор. 박세영; род. 26 июля 1993 года в Сувоне, провинция Кёнгидо) — южнокорейский шорт-трекист. Серебряный призёр чемпионата мира 2015 года в многоборье, чемпион мира на 1000 м. Участвовал на Олимпийских играх 2014 года. Окончил Университет Данкук на факультете физического воспитания (бакалавр) и Высшую школу Корейского университета на кафедре физического воспитания (магистр).

## Спортивная карьера
Пак Се Ён, сын отца Пак Джин Хо и матери Ли Ок Кён, начал кататься на коньках в возрасте 7-и лет, во 2-м классе начальной школы Сохва в Сувоне вместе со старшими сестрами Пак Сын Джу и Пак Сын Хи. Он учился в средней школе Сохён, но перевёлся в среднюю школу Мокиля. 
В 16 лет он был выбран в качестве члена национальной сборной юниоров в 1-м классе средней школы Кванмун и занял 3-е место в общем зачете на юниорском чемпионате мира в Тайбэе, где также выиграл золотую медаль в эстафете. После перевода в среднюю школу Кёнсон в Сувоне в 2012 году он занял 1-е место в общем зачете на юниорском чемпионате мира в Мельбурне, выиграв четыре золотые медали. 
В отборе в сборную сезона 2012/13 он выиграл 500 м, но в сборную не прошёл. В январе 2013 года он вновь завоевал золото в общем зачёте многоборья на юниорском чемпионате мира в Варшаве, при этом выиграл три золота, серебро и бронзу. В апреле Пак Се Ён занял 2-е место в общенациональном отборе за команду мэрии Хвасона и заработал право на участие в личном зачете. На Кубке мира в Сеуле занял 3-е место в беге на 500 м и 1000 м.
В феврале 2014 года на зимних Олимпийских играх в Сочи дошёл до 13-го места в беге на 1500 м и занял 14-е на 500 м, а в эстафете вместе с партнёрами занял только 7-е место. В марте на чемпионате мира в Монреале выиграл бронзовые медали в беге на 1000 и 1500 м, а также серебряную в эстафете. 
На Кубке мира сезона 2014/15 в Сеуле занял 3-е место в беге на 1500 м, в Солт-Лейк-Сити стал 2-м на 1000 м и в Шанхае 2-м в беге на 1500 м и 1-е место в эстафете. На этапе в Монреале выиграл золото в беге на 1500 м и в эстафете. В финальном отборе в сборную, состоявшемся 29 сентября, он занял 3-е место на 1500 м, 1-е место на 500 м и 4-е место в суперфинале на 3000 м. В результате он занял 1-е место по сумме трёх отборочных туров и получил право участия в личном зачете чемпионата мира 2015 года.
Он участвовал в феврале 2015 года на зимней Универсиаде в Гранаде и завоевал две золотые медали на дистанциях 1000 м и 1500 м, после в марте на чемпионате мира в Москве одержал победу в беге на 1000 м, занял 2-е место в суперфинале на 3000 м и в общем личном многоборье. Он занял 2-е место в отборе в сборную и снова был успешно отобран. 
На Кубке мира сезона 2015/16 он занял 3-е место в беге на 500 м в Монреале, в Шанхае выиграл 3-е место в беге на 1500 м, далее в Дрездене поднялся на 2-е место в беге на 1000 м, в Торонто был 2-м в эстафете, а в Дордрехте выиграл 1-е место в беге на 1000 м. В марте 2016 года на чемпионате мира в Сеуле выиграл бронзовые медали на дистанции 1500 м и в эстафете. 
Сезон 2016/17 в Кубке мира он пропустил из-за травмы левой ключицы , но участвовал на зимних Азиатских играх в Саппоро, где завоевал бронзу в беге на 500 м, золото в беге на 1500 м и серебро в эстафете. В сезоне 2017/18 на Кубке мира на 3-м этапе в Шанхае занял 2-е место в эстафете, а в Сеуле выиграл 1-е место в эстафете. На отборе в сборную в сезоне 2018/19 Пак занял 7-е место и был выбран в сборную, как резервный игроки весь сезон провёл во внутренних соревнованиях.
В сезоне 2019/20 вновь занял 7-е место при отборе в национальную сборную и вновь остался запасным. Хван Дэ Хон по разным причинам пропустил 3 и 4 этапы Кубка мира и Пак Се Ён заменил его, где выиграл золотую и бронзовую медали в мужской эстафете и серебряную в смешанной. В личных забегах он занял лучшее 6-е место в беге на 500 м на этапе в Шанхае.

## Личная жизнь
В свободное от тренировок время он любит играть в игры League of Legends, а также известный фанат квестов. Ему нравится слушать различные жанры, такие как инди-группы, песни айдолов, баллады, детские стишки, поп и латиноамериканскую музыку.